# Indiana Jones og det sidste korstog
Indiana Jones og det sidste korstog (på engelsk Indiana Jones and the Last Crusade) er den tredje film med Harrison Ford som den piskesvingende arkæolog Indiana Jones. Filmen er fra 1989 og instrueret af Steven Spielberg, mens George Lucas fungerer som producer.
Filmlokationerne til optagelserne inkluderede Guadix, Parque natural del Cabo de Gata-Níjar og Tabernasørkenen i Spanien, Stowe School i England og Schloss Bürresheim i Tyskland.

## Medvirkende
- Harrison Ford - (Dr. Indiana Jones)
  - River Phoenix - (Indiana Jones, 13 år)
- Sean Connery - (Prof. Henry Jones, Sr.)
- Denholm Elliott - (Dr. Marcus Brody)
- Alison Doody - (Dr. Elsa Schneider)
- John Rhys-Davies - (Sallah)
- Julian Glover - (Walter Donovan)
- Michael Byrne - (SS-Standartenführer Ernst Vogel)
- Kevork Malikyan - (Kazim)
- Robert Eddison - (Sir Galahad)
- Vernon Dobtcheff - (butleren på "Brunwald slot")
- Michael Sheard - (Adolf Hitler, ukrediteret)

## Handling
Indiana Jones ses i 1912 i Utah, hvor Indiana Jones, spillet af River Phoenix, er på tur med sit spejderhold og finder en spansk skat; et guldkors tilhørende Francisco Vásquez de Coronado. Han opdages, men slipper væk; får korset igen i 1938 i en kamp i et skib uden for Portugals kyst.
Indiana Jones far, Henry Jones Sr., er forsvundet i jagten på den hellige gral, og har derfor sendt sin dagbog med forskellige optegnelser og spor, der måske kan føre til den hellige gral, til sin søn. Det siges at hvis man drikker af den hellige gral får man evigt liv. Bogen må endelig ikke falde i de forkerte hænder, for nazisterne må aldrig få fat i den hellige gral.
Så derfor tager Indiana Jones af sted til Venedig sammen med den kønne Dr. Elsa Schneider, og derefter til Østrig, hvor Indiana Jones finder sin far, der er taget til fange af nazisterne, som håber på at de kan få fat i den hellige gral og få evigt liv.
Det lykkes for Indiana Jones og hans far at slippe væk fra nazisterne, og tager til Berlin og derefter til Iskenderun i Tyrkiet. Til sidst bliver hans far skudt af museets sponsor, som er i følgeskab med nazisterne. Indiana Jones skal bestå tre prøver for at finde gralen og dermed kunne redde sin far. Han finder en fransk korsridder, som har vogtet gralen i 1000 år og kæmper mod ham, men den kamp bliver let, for korsridderen er meget gammel. Museumssponsoren prøver at finde den rigtige gral, men drikker af det forkerte og dør en voldsom død, mens Indiana tager en tømrers bæger og drikker af det. Det bæger skænker en evig liv, og han healer sin far med det vand, han ikke drak. 